# Indios de Mayagüez
Los Indios de Mayagüez son un equipo de béisbol participante en la Liga de Béisbol Profesional Roberto Clemente con sede en el Estadio Isidoro García de Mayagüez. Es el único equipo que está en la LBPRC desde su fundación en 1938 ininterrumpidamente; además de ser el segundo equipo con más títulos en el campeonato local con un total de 20. Su primer campeonato lo conquistaron en la temporada del 1948- 1949 al vencer a los Cangrejeros de Santurce en seis partidos.
Su nombre procede de la mayagüezana Cervecería India, que ha sido su auspiciador principal desde su fundación hasta nuestros días. Los colores del equipo son el granate y oro, que fueran los colores de la Cerveza India, el antiguo producto principal de la Cervecería. El actual producto principal de la Cervecería, la cerveza Medalla Light, es también el principal auspiciador del equipo.

## Títulos Obtenidos
Palmarés Local
20 Títulos Locales
- 1948/1949 · 1956/1957 · 1962/1963 · 1965/1966 · 1977 /1978 · 1983/1984 · 1985/1986 · 1987/1988 · 1988 /1989 · 1991/1992 · 1996/1997 · 1997/1998 · 1998 /1999 · 2002/2003 · 2004/2005 · 2009/2010 · 2011/2012 · 2013/2014 · 2022/2023 · 2024/2025

Serie del Caribe
2 Títulos del Caribe
- 1978 	(Mazatlán · México)
- 1992 	(Hermosillo · México)

## Récord en Serie del Caribe
| Año   | Sede              | Pos.  | Ganados | Perdidos | Pct. | Manager        |
| ----- | ----------------- | ----- | ------- | -------- | ---- | -------------- |
| 1949  | Habana            | 4.º   | 1       | 5        | .167 | Artie Wilson   |
| 1957  | Habana            | 3.º   | 2       | 4        | .333 | Mickey Owen    |
| 1978  | Mazatlán          | 1.º   | 5       | 1        | .833 | Rene Lachemann |
| 1984  | San Juan          | 4.º   | 1       | 4        | .200 | Frank Verdi    |
| 1986  | Maracaibo         | 4.º   | 2       | 4        | .333 | Nick Leyva     |
| 1988  | Santo Domingo     | 2do   | 3       | 3        | .500 | Jim Riggleman  |
| 1989  | Mazatlán          | 2.º   | 4       | 2        | .667 | Tom Gamboa     |
| 1992  | Hermosillo        | 1.º   | 5       | 2        | .714 | Pat Kelly      |
| 1997  | Hermosillo        | 4.º   | 2       | 4        | .333 | Tom Gamboa     |
| 1998  | Puerto La Cruz    | 2.º   | 4       | 2        | .667 | Tom Gamboa     |
| 1999  | San Juan          | 2.º   | 4       | 2        | .667 | Al Newman      |
| 2003  | Carolina          | 2.º   | 5       | 2        | .714 | Nick Leyva     |
| 2005  | Mazatlán          | 4.º   | 1       | 5        | .167 | Mako Oliveras  |
| 2010  | Isla de Margarita | 2.º   | 4       | 2        | .667 | Mako Oliveras  |
| 2012  | Santo Domingo     | 2.º   | 3       | 3        | .500 | Dave Miley     |
| 2014  | Isla de Margarita | 2.º   | 3       | 3        | .500 | Carlos Baerga  |
| 2023  | Gran Caracas      | 5.º   | 4       | 3        | .571 | Mako Oliveras  |
| Total | Total             | Total | 53      | 51       | .510 |                |